# Anu Tähtinen
Anu Tähtinen (ur. 16 października 1974) – fińska biegaczka narciarska, zawodniczka klubu Lappeen Riento.

## Kariera
Anu Tähtinen największe sukcesy osiągała w zawodach FIS Marathon Cup. Dwa razy stawała na podium, w latach 2010 i 2011 zajmując trzecie miejsce w estońskim Tartu Maraton. W pierwszym przypadku wyprzedziły ją dwie Szwedki: Sandra Hansson i Jenny Hansson, a w drugim Sandra Hansson i Włoszka Sabina Valbusa. W klasyfikacji generalnej najlepszy wynik uzyskała w sezonie 2006/2007, który ukończyła na dziewiątej pozycji. Ponadto w 2007 roku zwyciężyła w fińskim maratonie Finlandia-hiihto, który zaliczany jest do cyklu Worldloppet. Nigdy nie startowała w zawodach Pucharu Świata i nie była uwzględniana w klasyfikacji generalnej. Nigdy też nie brała udziału w igrzyskach olimpijskich ani mistrzostwach świata. W 2011 roku zakończyła karierę.

## Osiągnięcia

### FIS Marathon Cup

#### Miejsca w klasyfikacji generalnej
- sezon 2006/2007: 9.
- sezon 2008/2009: 14.
- sezon 2009/2010: 13.
- sezon 2010/2011: 15.

#### Miejsca na podium
| Nr | Dzień     | Rok  | Zawody        | Dystans                 | Czas biegu  | Strata       | Pozycja | Zwyciężczyni   |
| -- | --------- | ---- | ------------- | ----------------------- | ----------- | ------------ | ------- | -------------- |
| 1. | 21 lutego | 2010 | Tartu Maraton | 63 km stylem klasycznym | 3:20:59,0 h | +20:05,0 min | 3.      | Sandra Hansson |
| 2. | 20 lutego | 2011 | Tartu Maraton | 63 km stylem klasycznym | 3:08:35,0 h | +11:54,0 min | 3.      | Sandra Hansson |